# کوشانکا لشنا
کوشانکا لشنا (به لهستانی:  Kosianka Leśna) یک روستا در لهستان است که در گمینا گروجیسک واقع شده‌است.
 کوشانکا لشنا  ۶۰ نفر جمعیت دارد.